# Stadtgebiet Süd (Plauen)
Das Stadtgebiet Süd ist eines von fünf Stadtgebieten der Stadt Plauen in Sachsen. Es gliedert sich in neun Ortsteile.

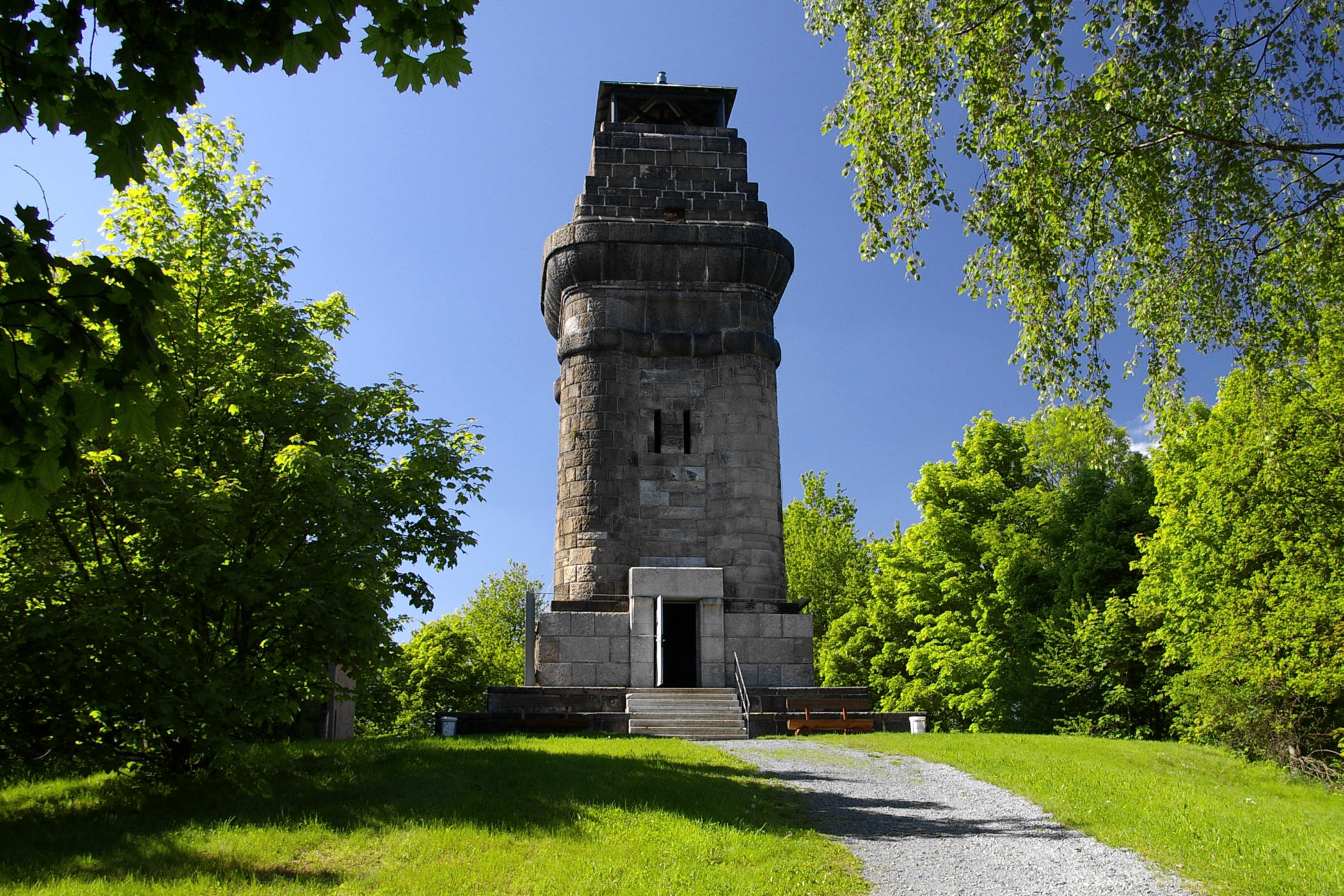
Der Bismarckturm auf dem Kemmler

Das Stadtgebiet wird von der Weißen Elster durchflossen, außerdem befinden sich hier der Kemmler und der Galgenberg, der höchste Berg der Stadt. Auch der zweitgrößte Bahnhof der Stadt, der Untere Bahnhof befindet sich hier. Ansonsten gibt es dort vorwiegend Wohnhäuser und Wald.

## Ortsteile
| Stadtteil      | Stadtteilnummer | Gemarkungsschlüssel | Postleitzahlen | Fläche [m²] Stand: 31. Dez. 2011 | Bemerkungen       |
| -------------- | --------------- | ------------------- | -------------- | -------------------------------- | ----------------- |
| Hofer Vorstadt | 401             |                     | 08523, 08527   |                                  |                   |
| Meßbach        | 402             | 6936                | 08527          | 2.966.104                        | 1994 eingemeindet |
| Oberlosa       | 403             | 0504                | 08527          | 7.126.591                        | 1950 eingemeindet |
| Ostvorstadt    | 404             |                     | 08527          |                                  |                   |
| Reinsdorf      | 405             | 0509                | 08527, 08529   | 3.063.407                        | 1949 eingemeindet |
| Stöckigt       | 406             | 0513                | 08527          | 1.949.563                        | 1950 eingemeindet |
| Südvorstadt    | 407             |                     | 08527          |                                  |                   |
| Thiergarten    | 408             | 0515                | 08523, 08527   | 2.539.943                        | 1950 eingemeindet |
| Unterlosa      | 409             | 0516                | 08527          | 6.852.250                        | 1950 eingemeindet |

Quelle: Amtlicher Statistikbericht der Stadt Plauen 2012